# Teuthraustes amazonicus
Espèce
Synonymes
- Chactas amazonicus Simon, 1880

Teuthraustes amazonicus est une espèce de scorpions de la famille des Chactidae.

## Distribution
Cette espèce se rencontre au Pérou dans la région de Loreto, en Colombie dans le département d'Amazonas et au Brésil dans l'État d'Amazonas,.

## Systématique et taxinomie
Cette espèce a été décrite sous le protonyme Chactas amazonicus par Simon en 1880. Elle est placée dans le genre Teuthraustes par Kraepelin en 1912.

## Étymologie
Son nom d'espèce lui a été donné en référence au lieu de sa découverte, l'Amazonie.

## Publication originale
- Simon, 1880 : Etudes Arachnologiques. 12ème mémoire. XVIII. Descriptions de genres et espèces de l'ordre des scorpions. Annales de la Société Entomologique de France, sér. 5, vol. 10, p. 377-398 (texte intégral).